# Stridsvagn m/41
Lo Stridsvagn m/41 (Strv m/41) era un carro armato medio svedese, versione prodotta su licenza del TNH cecoslovacco. Fu impiegato nella seconda guerra mondiale e rimase in servizio fino agli anni cinquanta.

## Storia
Fin dal 1937 l'Esercito svedese si era interessato al TNH cecoslovacco. In marzo 1940, circa 90 di questi carri furono ordinati alla ČKD, che però non furono mai consegnati in quanto la Germania nazista, che aveva occupato la Cecoslovacchia nel 1938, li requisì e li inviò sul fronte orientale. Dopo negoziazioni con le autorità tedesche, la Scania-Vabis ottenne la licenza di produzione come compensazione dei TNH ordinati.

### Produzione
Nel giugno 1941 furono ordinati 116 Stridsvagn m/41 SI, consegnati tra il dicembre 1942 ed agosto 1943. Questa versione era costruito con lamiere rivettate per facilitarne la produzione. Come i precedenti Strv m/38-Strv m/40, essi erano armati con un cannone 37 mm Bofors m/38 e quelli del primo lotto erano motorizzati, come il Strv m/40L, con lo Scania-Vabis typ 1664.
Nel giugno 1942, altri 122 Strv m/41 furono ordinati nella versione Strv m/41 SII. Questa aveva una corazza frontale più sottile e montava il nuovo motore Scania typ L 603. I primi esemplari furono consegnati in ottobre 1943. Sedici mezzi del lotto furono ricostruiti come cannoni d'assalto Sav m/43. La produzione cessò a marzo 1944 dopo la consegna di 106 mezzi.

## Impiego operativo
I carri SI svedesi vennero assegnati al reggimento P3 di Strängnäs della 10ª Brigata corazzata. I carri SII andarono principalmente al reggimento P4 della 9ª Brigata corazzata, di stanza a Skövde, mentre altri furono posti in riserva dei reggimenti P2 e P3. Tutti ricevettero una livrea mimetica a 3 toni.
I m/41 furono usati fino alla fine degli anni cinquanta, quando furono ricostruiti come veicoli trasporto truppe Pbv 301. Le torrette rimosse andarono ad armare le fortificazioni.